# Palazzo dei Principi Natoli

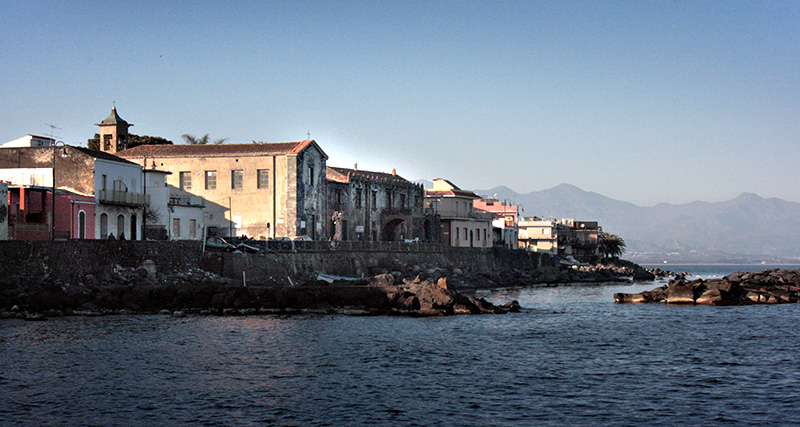
Palazzo dei Principi Natoli – rechts der Kirche

Der Palazzo dei Principi Natoli (französisch Palais Princier de Natoli), auch bekannt als der Palazzo Vigo, ist ein Barockpalast in Torre Archirafi bei Riposto in Sizilien. Er wurde im 18. Jahrhundert als offizielle Residenz für die Fürsten von Natoli erbaut.
Francesco Natoli hatte die Ländereien in Torre Archirafi um 1720 erworben und den Bau eines Palastes als seine fürstliche Residenz angeordnet. Giovanni II. Natoli Ruffo, Fürst von Sperlinga, der von Karl III. von Spanien zum Herzog von Archirafi ernannt worden war, ließ 1743 neben dem Palazzo eine kleine Kapelle errichten.
Um die Wende zum 20. Jahrhundert gehörten der Palazzo und die Ländereien der Familie Vigo di Gallodoro. Heute dient der Palast der Gemeinde von Riposto als Veranstaltungsort.